# Mandya
Mandya è una città dell'India di 131.211 abitanti, capoluogo del distretto di Mandya, nello stato federato del Karnataka. In base al numero di abitanti la città rientra nella classe I (da 100.000 persone in su).

## Geografia fisica
La città è situata a 12° 31' 27 N e 76° 53' 45 E e ha un'altitudine di 677 m s.l.m..

## Società

### Evoluzione demografica
Al censimento del 2001 la popolazione di Mandya assommava a 131.211 persone, delle quali 66.630 maschi e 64.581 femmine. I bambini di età inferiore o uguale ai sei anni assommavano a 13.869, dei quali 7.044 maschi e 6.825 femmine. Infine, coloro che erano in grado di saper almeno leggere e scrivere erano 95.454, dei quali 51.605 maschi e 43.849 femmine.